# او۱ (متروی وین)
او۱ (انگلیسی: U1) یکی از خطوط متروی وین است که در سال ۱۹۷۸ تأسیس شده و دارای ۲۴ ایستگاه و ۱۹.۲ کیلومتر طول است.

## نگارخانه

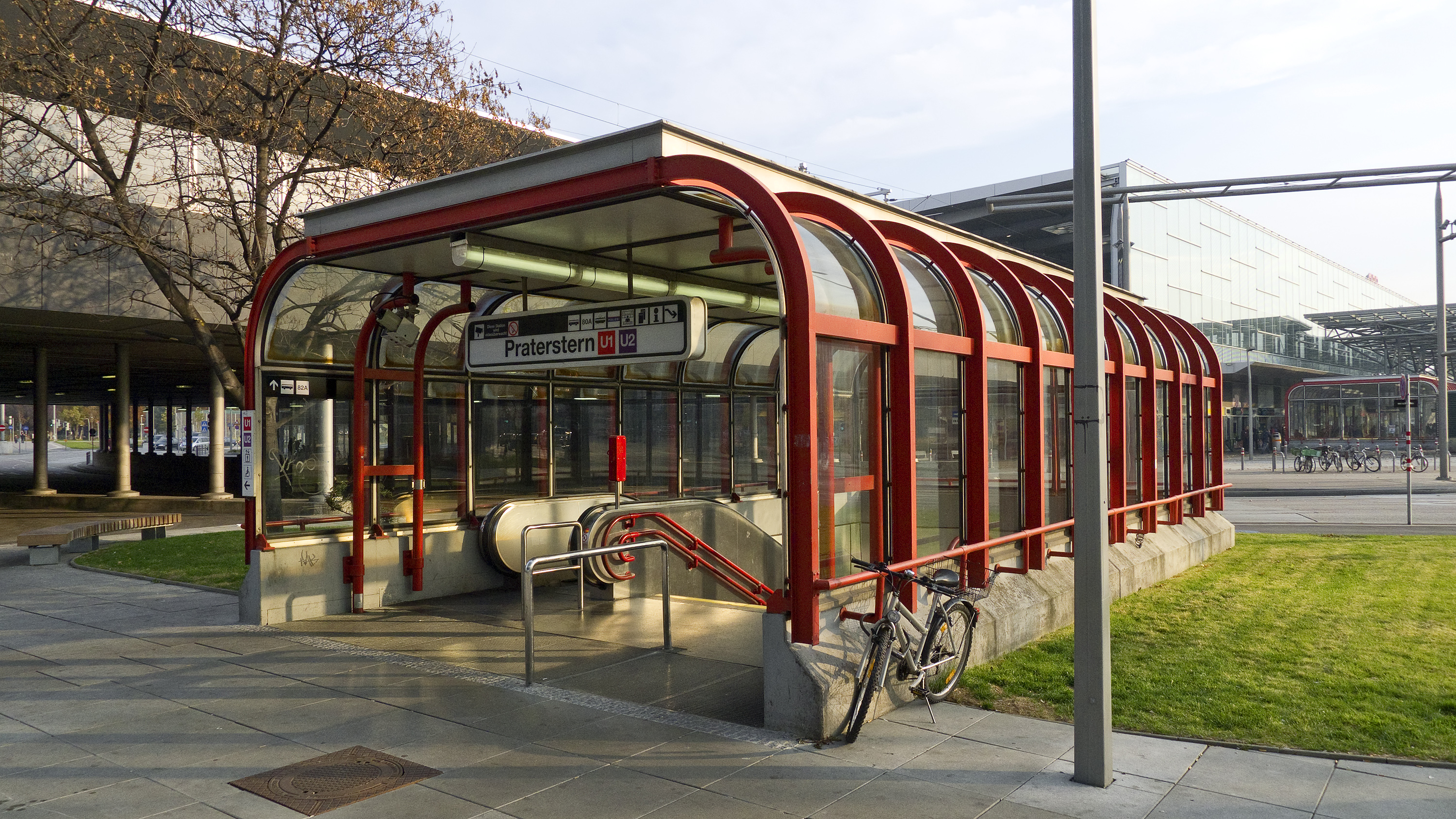
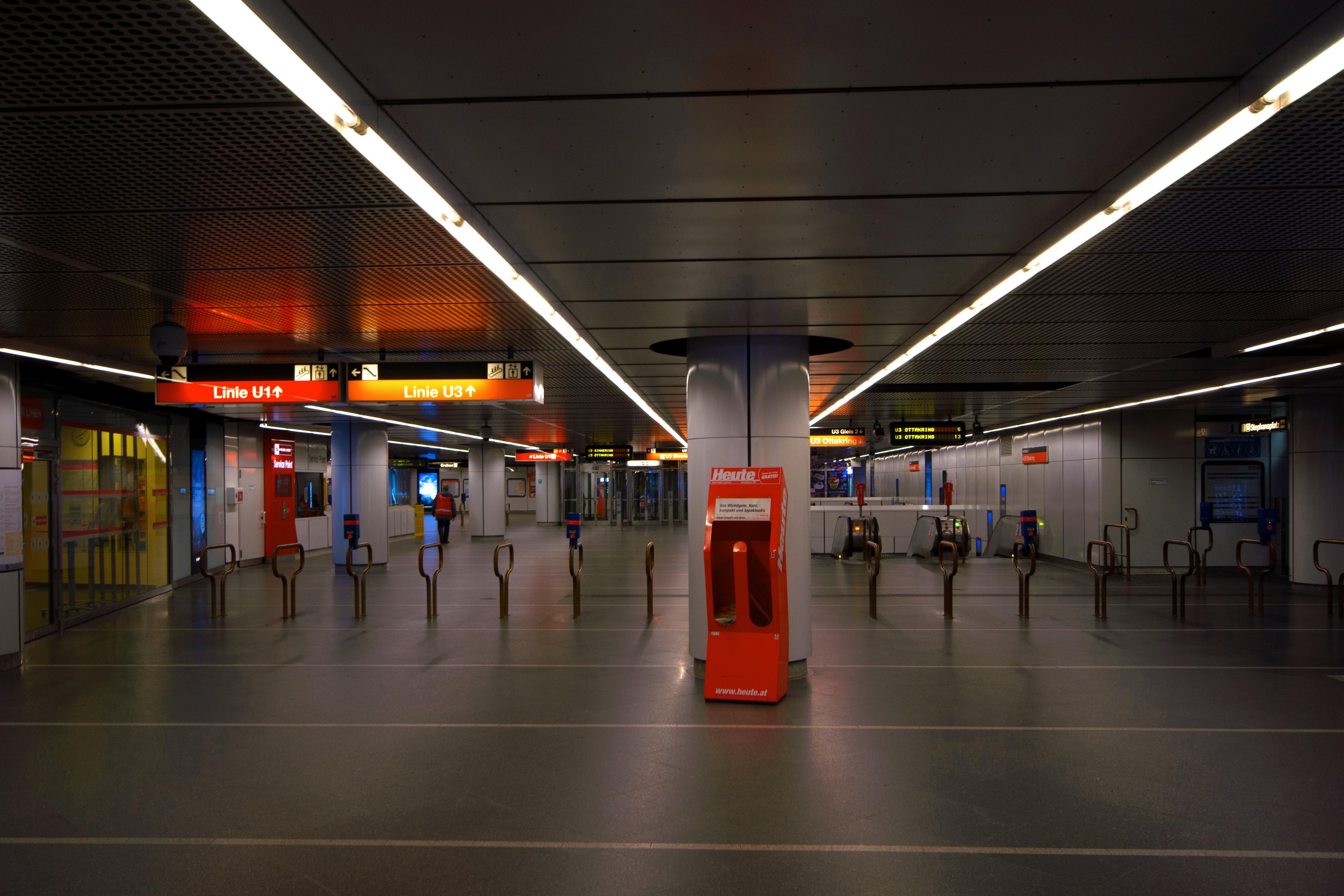
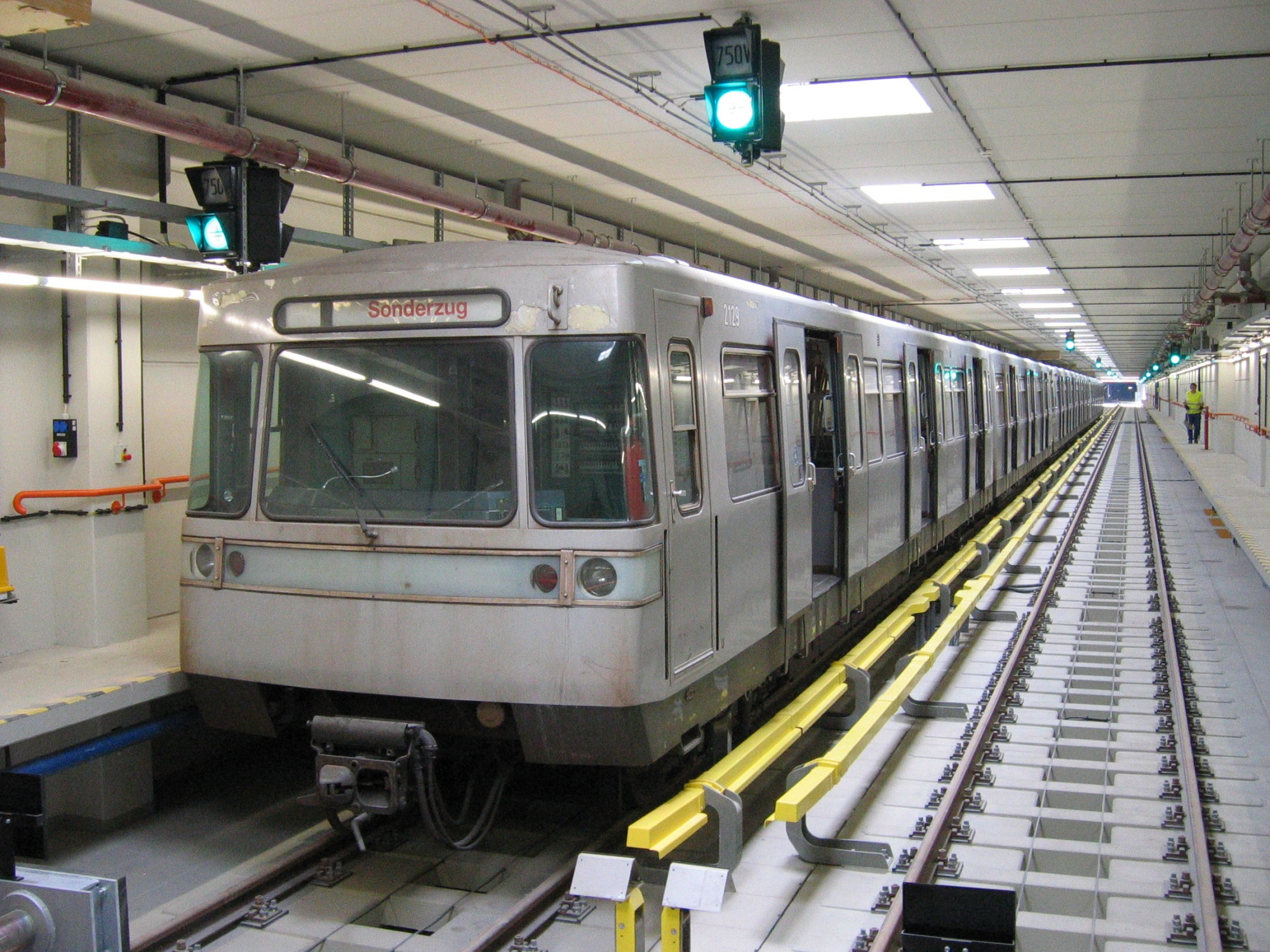
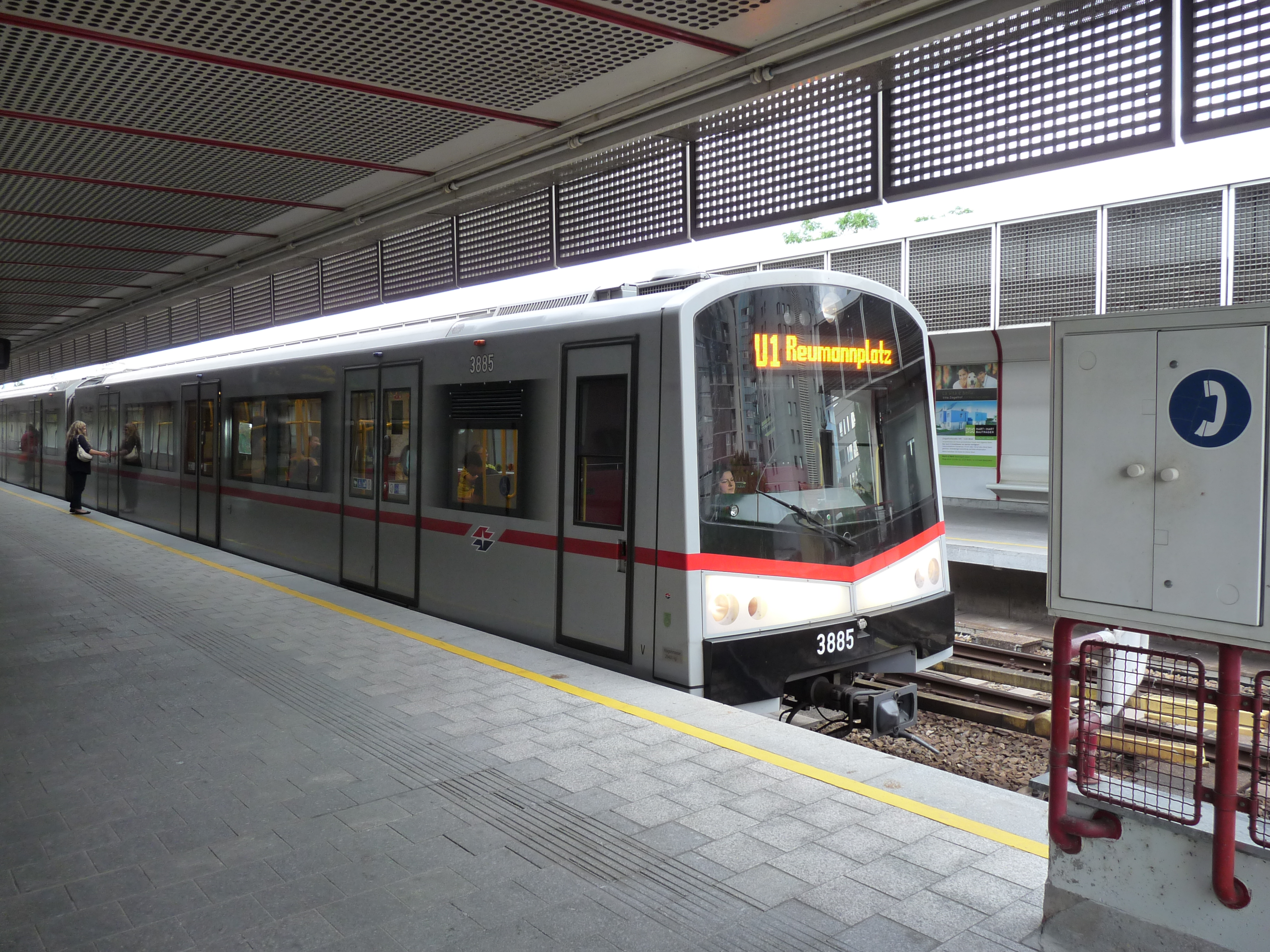